# 中国驻马达加斯加大使馆
中华人民共和国驻马达加斯加共和国大使馆，简称中国驻马达加斯加大使馆，是中华人民共和国驻马达加斯加的外交代表机构。

## 机构设置
中国驻马达加斯加大使馆设置下列机构：
- 经济商务处
- 领事部